# Qasr Ibn Hubayra
Qasr Ibn Hubayra (àrab: قصر ابن هبيرة, Qaṣr Ibn Hubayra) fou una antiga població a la vora de l'Eufrates, a mig camí entre Kufa i Bagdad, fundada per Yazid ibn Úmar ibn Hubayra, un dels darrers governadors omeies de l'Iraq (746-749). Segons el geògraf Yaqut al-Hamawí (1179-1229), el califa Abu-l-Abbàs as-Saffah (750-754) va acabar la construcció i va establir la seva capital a la ciutat que va rebatejar al-Haiximiyya, nom que no va arrelar. Fou la principal vila entre Bagdad i Kufa als segles x i xi, però al segle xii va declinar i la va substituir al-Hilla.